# Anton Horneck

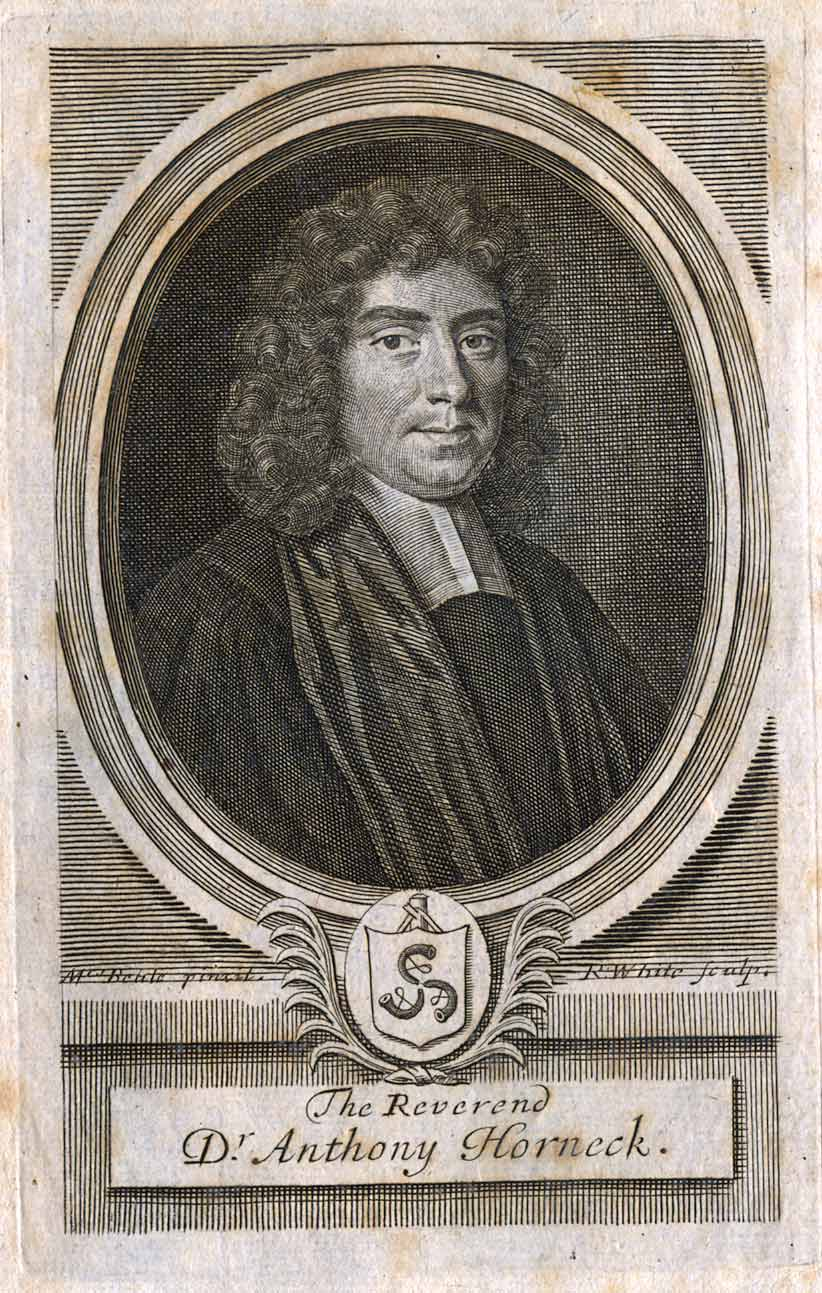
Anthony Horneck

Anton (Anthony) Horneck (* 1641 in Bacharach; † 31. Januar 1697 in London) war ein aus der Kurpfalz stammender anglikanischer Theologe.
Als Sohn des Bacharacher Stadtschreibers und Bürgermeisters Elias Horneck studierte Anton Horneck Theologie an der Universität Heidelberg. Johann Heinrich Hottinger vermittelte ihm gute Kenntnisse des Alten Testaments, der arabischen Sprache und des Talmud.
Wahrscheinlich ließ sich Horneck 1663 in England nieder, wo er sich rasch einlebte. 1664 wurde er ins Queen’s College aufgenommen. Er wurde Pfarrer der Savoy Chapel in London, seine Predigten machten ihn bekannt. John Tillotson, Erzbischof von Canterbury, schlug Horneck als Pfarrer für die Kirche von Covent Garden vor, aber wegen Hornecks Kritik an hochgestellten Persönlichkeiten lehnte man ihn ab. 
1669 wurde Horneck in die Royal Society aufgenommen, 1681 von der University of Cambridge mit der Ehrendoktorwürde ausgezeichnet. Wilhelm III. machte ihn 1689 zu einem seiner Hofkapläne. 1693 wurde er Domherr von Westminster Abbey.
Horneck regte die Gründung von „religiösen Gesellschaften“ (Religious Societies) an. Er verfasste für diese pietistischen Kreise Lebensregeln, die eine aktive Teilnahme am Leben der Church of England ebenso empfahlen wie einen freundlichen Umgang mit Christen anderer Konfessionen. Horneck gründete Armenschulen und befand sich dabei im Austausch mit August Hermann Francke in Halle.